# Wallenia
Wallenia Laurifolia 

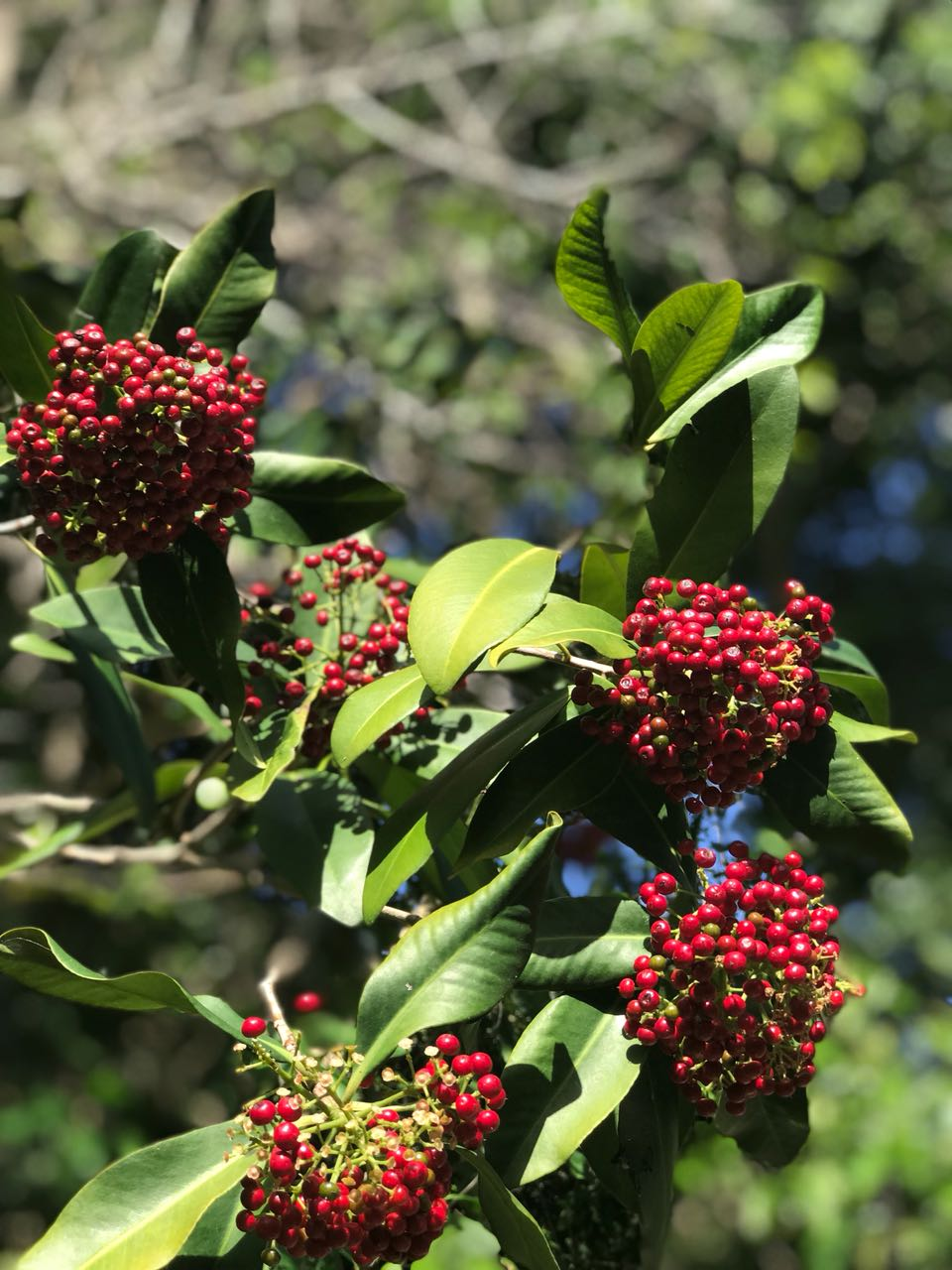
Foto de uma Wallenia Laurifolia planta do Gênero Wallenia

Wallenia é um género botânico pertencente à família Myrsinaceae.